# 二式二号電波探信儀一型

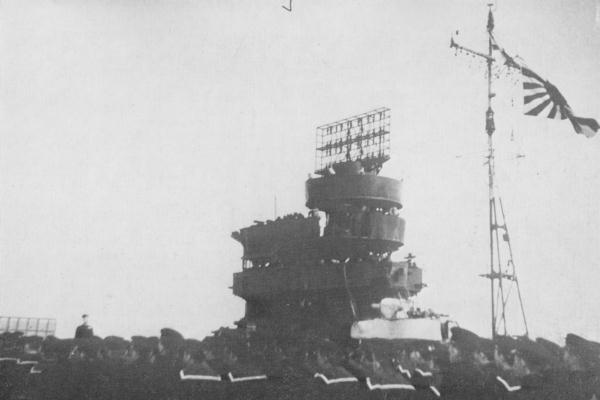
空母「瑞鶴」に搭載された21号電探。艦橋トップの金網状の部分がアンテナ枠。

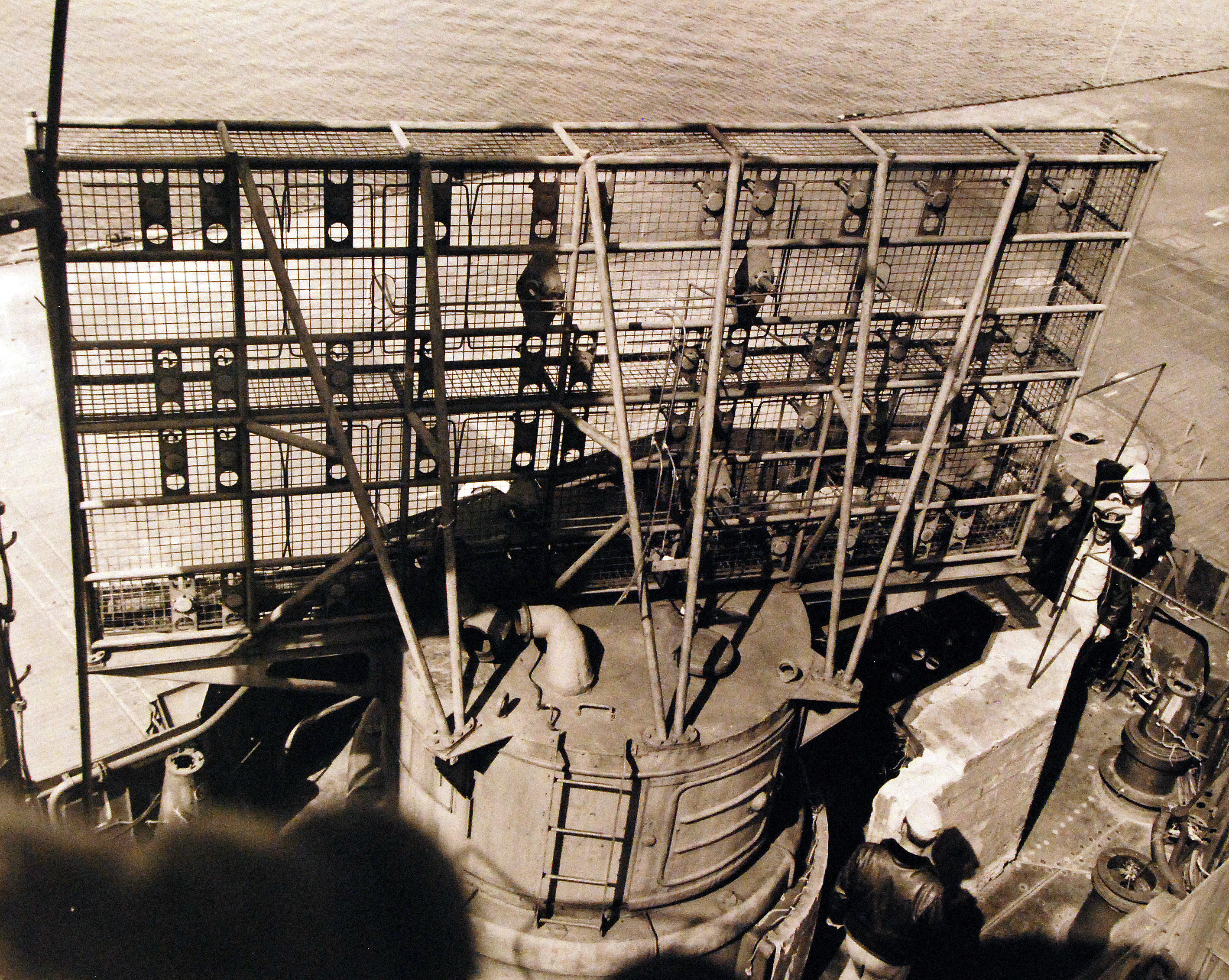
空母「隼鷹」に搭載された21号電探のアンテナ部。

二式二号電波探信儀一型（2しき2ごうでんぱたんしんぎ1がた）は、日本海軍の開発した艦艇搭載用の対空警戒レーダー。二号一型電探、21号電探などに略称される。

## 概要
陸上用の一号二型レーダーを艦載用としたもので使用波長は1.5m、尖頭出力5kW、測定は最大感度法、重量840kg。アンテナはダイポールアンテナを4列3段（二号一型電探六型の場合）や4列4段（同七型の場合）等に組み合わせ、後方と側方に網を張った長方形。アンテナの大きさは幅3,300mm、高さ1,830mm（六型の場合、台座を含まず）。
1942年（昭和17年）5月に戦艦「伊勢」に搭載されて実験が行われ、単機の航空機は55km、戦艦「日向」を20kmで探知し、この成功により兵器として採用された。実用型での探知距離は単機で70km、編隊で100kmであった。当初はアンテナと機器が一体となって回転していたが、後にアンテナのみ回転するように変更されている。ミッドウェー海戦後に重要艦艇から搭載され（最も早い搭載は1942年（昭和17年）6月ころの空母「翔鶴」や隼鷹型航空母艦と言われる）、順次戦艦、航空母艦、巡洋艦の大型艦艇や秋月型駆逐艦、君川丸（当時特設水上機母艦）などの艦船に搭載された。その後、小型軽量の一号三型が実用化され、対空レーダー整備の主力はそちらに移った。今まで整備された二号一型はそのまま装備されたが、中には秋月型駆逐艦のような対水上用である二号二型と交換した例などもあった。
大和型戦艦「武蔵」は1942年（昭和17年）10月中旬の公試で21号電探を起動、水上偵察機を距離80kmで探知した。松井通信長は100ページの電探解説書を書いて有馬馨武蔵艦長に提出、すると200部謄写の命を受け、急遽軍令部や各艦に配布したところ、非常に好評だったという。10月28日には、最大目盛150kmから50kmに切り替える現地改造を行い、対艦水上レーダーとして砲撃訓練に臨んだ。15ｍ測距儀の方が正確であり、また46cm砲発射の衝撃で故障してしまった。その後の調整により、主砲発射の衝撃で機器が故障する事はなくなったとされる。